# Newton (Massachusetts)
 (décembre 2014).
Si vous disposez d'ouvrages ou d'articles de référence ou si vous connaissez des sites web de qualité traitant du thème abordé ici, merci de compléter l'article en donnant les références utiles à sa vérifiabilité et en les liant à la section « Notes et références ».
Pour les articles homonymes, voir Newton.
Newton est une ville de la banlieue ouest de Boston, dans l'État du Massachusetts, aux États-Unis. En 2016, la population de la ville était de 89 045 habitants. En outre, d'après les statistiques du FBI, Newton est la ville la plus sûre des États-Unis depuis 2003.

## Histoire
Newton a été établi en 1630 dans le cadre de "the newe towne", qui a été rebaptisée Cambridge en 1638. Le ministre de Roxbury, John Eliot, a convaincu le peuple amérindien de Nonantum, une sous-tribu des Massachusett dirigée par un sachem nommé Waban, de s'installer ailleurs Natick en 1651, craignant qu'ils ne soient exploités par des colons. Newton fut incorporé comme ville distincte, connue sous le nom de Cambridge Village, le 15 décembre 1681, puis renommé Newtown en 1691 et finalement Newton en 1766. C'est devenu une ville le 5 janvier 1874. Newton est connu comme la Cité-Jardin.
Dans Reflections in Bullough's Pond, Diana Muir, historienne de Newton, décrit les premières industries qui se sont développées à la fin du 18e et au début du 19e siècle dans une série d’usines construites pour tirer parti de la puissance de l’eau disponible à Newton Upper Falls et à Newton Lower Falls. Du tabac, du chocolat, de la colle, du papier et d’autres produits étaient fabriqués dans ces petites usines, mais, selon Muir, la puissance de l’eau disponible à Newton n’était pas suffisante pour faire de Newton une ville manufacturière, bien qu’à partir de 1902, la Stanley Motor Carriage Company, le fabricant du Stanley Steamer.
Selon Muir, Newton est devenu l'une des premières banlieues de banlieue d'Amérique. Les Boston et Worcester, l’un des premiers chemins de fer américains, atteignirent West Newton en 1834. Des hommes d’affaires fortunés de Boston ont profité de la nouvelle possibilité offerte par le chemin de fer pour construire de gracieuses maisons sur les anciennes terres agricoles de West Newton hill et sur la rue Commonwealth. Muir souligne que ces premiers navetteurs avaient besoin de suffisamment de ressources pour employer un palefrenier et garder des chevaux, pour les conduire de leurs maisons au sommet d'une colline à la gare.
Une nouvelle banlieue est venue par vagues. Une vague a commencé avec les lignes de tramway qui ont rendu de nombreuses parties de Newton accessibles aux navetteurs à la fin du XIXe siècle. La vague suivante est apparue dans les années 1920, lorsque les automobiles sont devenues abordables pour une classe moyenne supérieure en pleine croissance. Même à ce moment-là, cependant, Oak Hill continuait d’être cultivé, principalement du maraîchage, jusqu’à ce que la prospérité des années 1950 rende Newton plus peuplée.
La ville compte deux orchestres symphoniques, le New Philharmonia Orchestra du Massachusetts et le Newton Symphony Orchestra.
Chaque année en avril, lors du Jour des Patriotes, le marathon de Boston traverse la ville. Il entre de Wellesley sur la route 16 (Washington Street), où les coureurs rencontrent le premier des quatre tristement célèbres Newton Hills. Il tourne ensuite à droite sur la route 30 (Commonwealth Avenue) sur le long-courrier jusqu'à Boston. Il y a encore deux collines avant d’atteindre la rue Centre, puis la quatrième et la plus infâme de toutes, Heartbreak Hill, se lève peu après la rue Centre. Les résidents et les visiteurs jalonnent le parcours le long de Washington Street et de Commonwealth Avenue pour encourager les coureurs.

## Personnalités
- William Henry Roberts (1847-1919), missionnaire, y est mort.
- Frank W. Buxton (1877-1974), journaliste américain, lauréat du prix Pulitzer en 1924, est mort à Newton.
- Hildreth Frost (1880-1955), avocat et militaire, est né à Newton Upper Falls.
- Matt LeBlanc, né le 25 juillet 1967 à Newton, acteur connu pour son interprétation de Joey Tribbiani dans la sitcom Friends
- Elizabeth Stuart Phelps Ward, (1844-1911) romancière et féministe morte à Newton
- Wilmon Henry Sheldon (1875-1980), philosophe également natif de Newton.
- Russell Banks (1940-2023), écrivain américain.
- B.J. Novak né le 31 juillet 1979 à Newton, acteur, réalisateur, producteur, scénariste et artiste de Stand-up, connu pour son rôle de Ryan Howard dans la série The Office pour laquelle il est également producteur et scénariste[1].
- John Krasinski, né le 20 octobre 1979 à Newton, acteur, réalisateur, producteur et scénariste, connu pour son rôle de Jim Halpert dans The Office[2].